# 見帰りの滝
見帰りの滝（みかえりのたき）は、佐賀県唐津市相知町の天山県立自然公園内にある滝。日本の滝百選に選ばれた。

## 概要
松浦川の支流である左伊岐佐川にある。1979年（昭和54年）、滝のすぐ上流に伊岐佐川ダムが造られたため、造られる前より滝幅が狭くなっている。
右岸には不動尊、十一面観音、地蔵尊があり、すぐ下流には、しぶき橋、あじさい橋が架かっている。滝と下流の周辺に約40種・4万株のアジサイが植えられており、1988年（昭和63年）以降、毎年6月に「見帰りの滝アジサイ祭り」が催される。
名前の由来は、昔、滝へ行く際に登る坂道を登り、滝を見て帰る。でも「もう一度…」と思い、また坂道をのぼってでも見たい滝と言われ、「あの坂道を立ち帰っても見たい滝」から「見帰りの滝」と言われるようになったと言われている。
「見返りの滝」と表記されていることもあるが、誤りである。

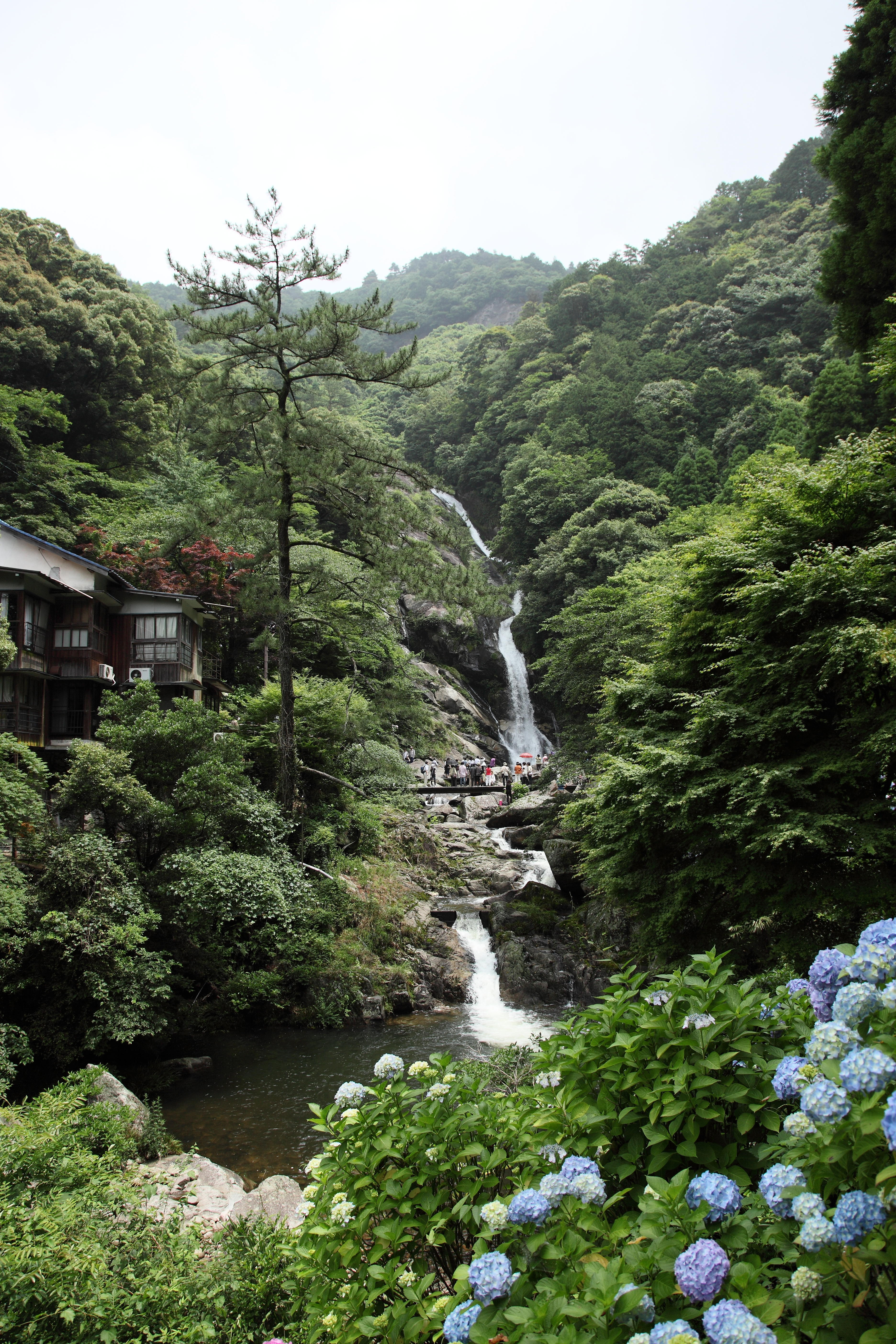
見帰りの滝と名物のアジサイ

## アクセス

### 自動車
佐賀県道40号浜玉相知線の「伊岐佐」交差点を東に曲がり、約3km進んだところにある。

### 公共交通機関
- JR唐津線相知駅からタクシーで約9分

- JR筑肥線肥前久保駅からタクシーで約11分

最寄りのタクシー会社は昭和タクシー相知待機場

## 周辺
- 清流荘
- あじさいの宿 都荘
- 里美荘
- 山水
- ふもと
- 唐津市立伊岐佐小学校
- 相知駅
- 肥前久保駅